# Portrait de Mademoiselle L.L.
Le Portrait de Mademoiselle L.L., ou Jeune Femme en veste rouge est une peinture de l'artiste français James Tissot, réalisée en 1864. Il montre une jeune femme vêtue d’un boléro rouge vif, à l'air mélancolique. Le tableau, acheté en 1907 par le musée du Luxembourg, est exposé au musée d'Orsay à Paris.

## Contexte
Dans les années 1859-1864, Tissot, comme peintre débutant, se consacre principalement à la peinture d'histoire. Lorsqu'il présenta le Portrait de Mademoiselle L.L. avec ses Deux Sœurs au Salon de Paris de 1864, cela surprit amis et ennemis. « Tissot a quitté le Moyen Âge pour enfin entrer dans notre siècle », écrivait un critique après l'exposition. Cela s'est en effet avéré être un tournant dans sa carrière, qui sera finalement caractérisée par une esthétique unique - un style réaliste et des choix de thèmes dans lesquels de belles femmes habillées à la mode étaient souvent le sujet central.
Tissot a été fortement influencé dans ce changement de style par Edgar Degas, originaire comme lui de Nantes et avec qui il a étudié. Ils partageaient leur amour pour les maîtres classiques italiens et hollandais et leur admiration pour Ingres, dont l'attention au dessin raffiné restera toujours reconnaissable dans leurs œuvres respectives. Le Portrait de Mademoiselle L.L. montre une nette affinité avec les portraits de Degas de cette époque, dont Edmondo et Thérèse Morbilli et un Portrait de Tissot qu'il réalisa quelques années plus tard.

## Description
La toile dépeint une jeune femme au regard mélancolique vêtue d’un boléro rouge vif. Elle porte une robe noire luxuriante qui occupe près de la moitié de la toile. La pose du modèle est une claire référence à Ingres, notamment le bras droit laissé pendant contre la jupe. On remarque également l'intérêt extraordinaire de Tissot pour l'arrière-plan, qui le caractérisera pour le reste de sa carrière. On voit un papier peint avec des roses et des bleuets, un miroir au cadre doré, une pile de livres sur laquelle se trouve un petit bouquet de fleurs dans un verre d'eau clair, le tout capturé avec la même attention jusque dans les moindres détails. Tissot accorde également une grande attention à la composition, qui a été soigneusement conçue. Le miroir reflète la porte ouverte, les pois du manteau rouge se répètent dans les rideaux et la chaise découpée sur laquelle on peut encore voir un dossier de dessins suggère un usage récent.
L'environnement, avec des détails spécifiques tels que le dossier avec des dessins et la pile de livres, démontre la curiosité pour Madame L.L. et son monde. Divers détails comme la porte ouverte et la cage à oiseaux suggèrent aussi une certaine symbolique. Le Portrait de Mademoiselle L.L. se veut cependant avant tout un beau tableau dont le décor n'est pas sans rappeler les peintures de genre hollandaises du XVIIe siècle, que Tissot admirait particulièrement à l'époque.